# Tazetina
La tazetina es un compuesto heterocíclico que pertenece a los metabolitos secundarios del tipo alcaloides feniletilamínicos, derivados de la fenilalanina y tirosina. Este compuesto se encuentra principalmente en los bulbos de especies endémicas chilenas del género Rhodophiala y Phycella, pertenecientes a la familia Amaryllidaceae.

## Usos
Respecto a sus usos medicinales se ha visto que es activa frente a células linfoides y se utiliza para tratar el virus de la leucemia Rauscher. Se observa actividad antiviral mediante su inhibición a la transcriptasa inversa de varios virus ARN, como por ejemplo, el virus de herpes simple tipo 1.

## Biosíntesis
Los alcaloides del tipo tazetina en la Amaryllidaceae  son sintetizados a partir de los aminoácidos tirosina y fenilalanina. Se origina el precursor norbelladina, en el que se dará lugar a una O-metilación para luego producir una ciclación por acoplamiento fenólico oxidativo de tipo para-para’. A partir de esto, se forma hemantamina que al sufrir una oxidación se transforma en hemantadina, ésta experimenta una apertura del anillo por el equilibrio del grupo amino aldehído, lo que  permite la formación de un hemiacetal seguido de una metilación, dando paso a la conformación de la estructura pretazetina, que se mantiene en equilibrio con tazetina, debido a que es inestable tanto en medio básico como ácido.

## Especies vegetales
La familia Amaryllidaceae está presente en diversas regiones, desde las templadas hasta las tropicales. Las especies de la subfamilia Amaryllidoideae sintetizan alcaloides que tienen efectos farmacológicos relevantes. El género Rhodophiala C. Presl es nativo de Chile, Argentina, Paraguay, Uruguay y Brasil. A pesar de la diversidad de este género en Chile, pocas de las especies endémicas han sido estudiadas. En las especies como: Rhodophiala bagnoldii (Herb.) Traub, Rhodophiala pratensis (Poepp.) Traub y Rhodophiala volckmannii (L’Hér.) Traub, Rhodophiala chilensis (Syn. Phycella chilensis (L’Hér.) Grau ex Nic.García), se informa la presencia del alcaloide tazetina.

## Potencial farmacológico
Aunque el potencial terapéutico de la tazetina sigue en estudio, sus propiedades anticancerígenas la han posicionado como un compuesto de interés en el desarrollo de tratamientos oncológicos. Se prevé que los derivados de la tazetina (como la jonquailina) puedan emplearse para diseñar fármacos con mayor especificidad hacia las células cancerosas  lo que permitiría reducir la toxicidad en células sanas, abordando uno de los principales retos de las terapias actuales, como la quimioterapia.

## Actividad antineoplásica
Esta actividad se basa principalmente en la capacidad de inhibir la proliferación de células tumorales y de inducir la apoptosis que presentan distintos alcaloides presentes en las especies de la familia Amaryllidaceae.
En los estudios realizados, la jonquailina ha mostrado una capacidad notable para inhibir el crecimiento de células cancerosas, como en el caso de cáncer de pulmón resistente a los tratamientos convencionales.
La jonquailina ha inhibido la migración e invasión de células cancerosas, lo que sugiere que puede reducir la capacidad de estas células para diseminarse o formar metástasis.